# Уданін
Уданін (пол. Udanin, нім. Gäbersdorf) — село в Польщі, у гміні Уданін Сьредського повіту Нижньосілезького воєводства.
Населення — 922 особи (2011).
У 1975-1998 роках село належало до Легницького воєводства.

## Демографія
Демографічна структура станом на 31 березня 2011 року:
|          | Загалом | Допрацездатний вік | Працездатний вік | Постпрацездатний вік |
| -------- | ------- | ------------------ | ---------------- | -------------------- |
| Чоловіки | 451     | 68                 | 341              | 42                   |
| Жінки    | 471     | 80                 | 284              | 107                  |
| Разом    | 922     | 148                | 625              | 149                  |